# Thủy điện Miêu Vĩ
Thủy điện Miêu Vĩ là thủy điện xây dựng trên dòng sông Lan Thương (Mê Kông) ở huyện Vân Long, tỉnh Vân Nam, Trung Quốc .
Đập Miêu Vĩ là đập kè đá, với nhà máy thủy điện có công suất 1.400 MW với 4 tổ máy. Công trình xây dựng đập bắt đầu năm 2010, và vận hành thủy điện năm 2016 .